# 小濱菜摘
小濱 菜摘（こはま なつみ、1995年7月12日 - ）は、日本の女子バスケットボール選手である。ポジションはポイントガード。

## 来歴
神奈川県出身。
藤沢総合高校卒業後、3×3で活動し、2018年には新たに発足された立川ダイス女子チームに参加し、3×3日本代表候補にも選ばれる。
2020年末、翌シーズンよりWリーグ参入が決まっているプレステージ・インターナショナル アランマーレの第1回トライアウトを受験し、2021年4月1日に加入が発表された。
2023年退団。